# The Legend of the Seven Golden Vampires
The Legend of the Seven Golden Vampires é um filme de horror britânico de 1974 dirigido por Roy Ward Baker para a Hammer Film.

## Sinopse
Um chinês, monge de um templo budista, viaja à Transilvânia com uma proposta ao Conde Drácula: Ajudá-lo a trazer de volta à vida sete vampiros de ouro que existiriam na China, e assim recuperar a influência e o domínio sobre os moradores de seu povoado. Mas o Conde recusa e se apodera do corpo do chinês e foge do castelo, disposto a fazer dos sete vampiros seu instrumento de vingança contra a humanidade.
Cem anos depois, na China, o antropólogo Van Helsing (Cushing) promove uma palestra sobre vampirismo quando é zombado por alunos descrentes, que alegam duvidar dos vampiros dourados. Ele é persuadido por uma família de especialistas em kung fu a ajudar e salvar os moradores.

## Elenco
- Peter Cushing - Professor Lawrence van Helsing
- Robin Stewart - Leyland van Helsing
- Julie Ege - Vanessa Buren
- David Chiang - Hsi Ching
- John Forbes-Robertson - Conde Drácula
- Shih Szu - Mai Kwei